# 敬也-keiya-
敬也-keiya-（けいや、5月30日生）は、日本の男性ミュージシャン、作曲家（久保田敬也名義）、俳優。

## 人物
兵庫県姫路市出身。血液型B型。Purple Stone解散後に敬也-keiya-として活動をスタート
同時に歌い手イヌゥの名前でも本格的に活動をスタートする。
また久保田敬也およびamazutiとして倉木麻衣やQyotoなどに楽曲提供を行なっている。
Purple Stone解散後は独立し、窪田敬也名義にてライバー事務所CAICALinksを立ち上げるとともに、自身のプロジェクトamazutiの活動を開始。楽曲提供開始後、約一年で
"なにわ男子" "ジャニーズWEST””乃木坂46”そのほか数多くの楽曲を手がけ年間作曲セールス約 170 万枚 / 作詞セールス約 82 万枚を記録。
2022年オリコン作曲家ランキング 6 位、作詞家ランキング 6 位を獲得(オリコン調べ)amazuti としてのオリジナル作品もYOUTUBE上に公開されVoを担当している2021年amazutiとしてKEYTONEに所属。
2023年5月に専属作家契約、契約満了により株式会社KEYTONEを退社、独立。2024年5月　元PurpleStone GAK(GAK-amazuti-)とインスタライブを行い、11/22をもってライブ活動再開する事を発表。
2023年9月にアイドルグループ"コングラッチェッ！"のプロデューサーとしてグループを始動。

## 来歴

### 久保田敬也～keiya〜敬也-amazuti-
- 2020年11月01日  窪田敬也としてクリエイターユニットamazutiの始動と、CAICALinksの設立を報告。
- 2021年11月  amazuti　Youtubeチャンネルを開設し3ヶ月連続リリース1作目『怪演』 のMVを公開
- 2021年12月  amazuti　3ヶ月連続リリース第二弾『NEO SURVIVOR』のMVをYoutubeに公開
- 2022年01月  amazuti　3ヶ月連続リリース第三弾『FAITH』のMVをYoutubeに公開2022年7月　amazuti オリジナル楽曲「鯨-kujira-」 のMVをYoutubeに公開
- 2022年08月  ジャニーズWESTに作詞作曲提供した『星の雨』がオリコン1位に。
- 2022年08月「好きというのはロックだぜ!」c/w Under’s Love 作曲/編曲(GAK-amazuti-との共作)2022年10月　amazuti『No Risk,No Game』Lyric VideoをYoutubeに公開
- 2022年10月　amazuti『デジャブ』Lyric VideoをYoutubeに公開2022年11月　なにわ男子3rd Single  『ハッピーサプライズ』の作詞/作曲 を担当オリコン１位(コーラスにも参加)
- 2023年05月　専属作家契約、契約満了により株式会社KEYTONEを退社、独立。
- 2023年07月　なにわ男子2nd Album 『POPMALL』　収録『ちゅきちゅきブリザード』の作曲を担当 作詞は西畑大吾
- 2023年09月　中島由貴 4thシングル「霞の向こうへ」. TVアニメ『ゴブリンスレイヤーⅡ」EDテーマ　作詞作曲を担当　2022年度日本作曲家セールスランキング 6位 作詞セールス6位(オリコン調べ)獲得
- 2023年10月　ソ・イングク『THE TEN 』収録　『FLOVOR』の作詞を担当
- 2024年05月　宮本佳林2ndAL「Spancall」収録『愛しあわなきゃもったいない!』作詞を担当
- 2024年05月　元PurpleStone GAK(GAK-amazuti-)とインスタライブを行い、2024年11/22をもってライブ活動再開する事を発表
- 2024年06月　小片リサ1stAL「montage」収録『君はスターゲイザー』作詞を担当
- 2024年07月　内田真礼17thSingle 『パラレルなハート』TVアニメ『恋は双子で割り切れない』OPテーマ　作詞を担当(宮崎諒-amazuti-と共作)
- 2025年11月25日 渋谷REX にて延期していた敬也ライブ復帰公演予定

## 楽曲提供

### 久保田敬也名義

#### 2022年
- TVアニメ　名探偵コナンED 「YESTERDAY LOVE」
- ジャニーズWEST 19th Single『星の雨』 -TVドラマ 雪女と蟹を食う 主題歌- 作詞/作曲
- 乃木坂46 30th Single『好きというのはロックだぜ！』 c/w「Under's Love」作曲(GAKとの共作)
- なにわ男子3rd Single『ハッピーサプライズ』　作詞/作曲

#### 2023年
- TVアニメ『ゴブリンスレイヤー2』 ED  中島由貴 「霞の向こうへ」 作詞/作曲
- なにわ男子「ちゅきちゅきブリザード」　作曲  (作詞 西畑大吾楽曲)
- 中山優馬 「息を呑むほど」作詞/作曲
- ソ・イングク『FLAVOR』　作詞
- パチンコ義風堂々「傾き舞～For Righteous～」歌唱
- TrySail 「Mermaid」作曲
- コングラッチェッ！「ちょーべりーぐっど」　作詞/作曲

#### 2024年
- TVアニメ『恋は双子で割り切れない』OP 内田真礼 「パラレルなハート」 作詞
- TVアニメ『ワンターンキル姉さん』OP TrySail 「Follow you! 」 作曲
- 宮本佳林「愛しあわなきゃもったいない!」 作詞
- 小片リサ「君はスターゲイザー」 作詞

#### 2025年
- Aぇ! group「咆哮」 作詞/作曲

## 舞台
- 2019年6月22日 - 30日、劇メシ『キツネたちが円舞る夜』 - 西野 役

## amazuti
amazuti（アマヅチ）は、敬也-keiya-を中心とする音楽ユニット（バンドではなく、自らをクリエイターチームとしている）。メンバーは非固定としつつ2020年にスタートした。
amazuti名義での詞や曲提供については各媒体の表記で「amazuti」「amazuti(KEYTONE)」などとなっているが、全員の共同作業というわけではなく、リリースのタイミングで誰が担当したかをTwitterなどに記載していることが多い。

### 来歴

#### 2020年：始動
プロジェクトのスタートの発表のみにとどまる。
2021年：
メンバーが増え、また楽曲の提供等が本格的になる。11月～翌1月にかけて3部作シングルのリリースを行った。

#### 2022年：
5月18日、Purple StoneのメンバーだったGAK、および東山智有の加入を発表。公式サイトでもメンバーを敬也-keiya-、GAK、 宮崎諒、 東山智有、Toki、spicaの6人体制とした。
『鯨-kujira-』のリリース後、ホームページからToki、spicaの項目が削除される。公式的な発表はないが事実上の脱退とみられる。以降Youtubeの動画説明欄での表記やトップページの写真も4人に。

#### 2024年：
11月13日
クリエイターとして安部大希が加入

## ディスコグラフィー
| 発売日        | タイトル         | 備考                             |
| ------------- | ---------------- | -------------------------------- |
| 2021年11月1日 | 怪演             | 配信限定 3部作3か月リリース1作目 |
| 2021年12月4日 | NEO SURVIVOR     | 3部作2作目                       |
| 2022年1月22日 | FAITH            | 3部作3作目                       |
| 2022年7月7日  | 鯨-kujira-       |                                  |
| 2022年10月    | No Risk, No Game |                                  |

## 提供
| 発売日         | タイトル                                       | アーティスト   | タイアップ                                   | 備考                                                                                               |
| -------------- | ---------------------------------------------- | -------------- | -------------------------------------------- | -------------------------------------------------------------------------------------------------- |
| 2021年12月24日 | 刹那の鼓動                                     | 吉岡亜衣加     | アニメ『薄桜鬼』OP曲                         | 配信限定。作詞・作曲・編曲：amazuti（KEYTONE）                                                     |
| 2021年12月24日 | 絢爛 - I'll never forget you -                 | 黒崎真音       | アニメ『薄桜鬼』第一章ED曲                   | 作詞：黒崎真音、作曲、編曲 : amazuti（KEYTONE）                                                    |
| 2021年12月24日 | 邂逅地点                                       | 下野紘         |                                              | 配信限定。作詞:RUCCA、作曲:amazuti(KEYTONE)                                                        |
| 2022年2月9日   | Reply                                          | Liyuu          |                                              | アルバム『Fo(u)r YuU』に収録。作詞：宮嶋淳子、作・編曲：amazuti                                    |
| 2022年5月31日  | チントンシャンでぱーりない! (feat. らっぷびと) | パン野実々美   |                                              | 配信限定。作・編曲：amazuti                                                                        |
| 2022年6月9日   | Etoile                                         | TrySail        |                                              | 14th Single「はなれない距離」のカップリング曲。作・編曲: amazuti（KEYTONE）                        |
| 2022年7月      | 善人悪人                                       | #2i2           |                                              | 作詞：amazuti、作曲：amazuti、編曲 : 頓宮秀人                                                      |
| 2022年8月3日   | 解けない魔法                                   | 井口裕香       |                                              | 『一番星ソノリティ』収録。作詞：PA-NON 作曲：amazuti 編曲：渡辺拓也                                |
| 2022年8月10日  | チグハグ                                       | TWiN PARADOX   |                                              | 作詞：敬也/amazuti・二葉勇、作曲：敬也/amazuti、編曲：amazuti                                      |
| 2022年8月30日  | Under's Love                                   | 乃木坂46       |                                              | 30th Single「好きというのはロックだぜ!」収録曲。作詞：秋元康、作曲・編曲: amazuti。敬也とGAKの共作 |
| 2022年8月3日   | 星の雨                                         | ジャニーズWEST | テレビ東京系ドラマ24『雪女と蟹を食う』主題歌 | 作詞作曲「敬也-amazuti-(KEYTONE)」表記。                                                           |
| 2022年9月18日  | Hidden Region                                  | TRIGGER        | アイドリッシュセブン グループ記念日新曲      | 作詞︰結城アイラ、作曲：amazuti (KEYTONE)                                                          |
| 2022年10月     | コバルト                                       | MOB CHOIR      | TVアニメ『モブサイコ100 Ⅲ』 EDテーマ         | 作詞：六ツ見純代、作曲：amazuti (KEYTONE) 、編曲：渡辺拓也                                         |
| 2022年11月16日 | ハッピーサプライズ                             | なにわ男子     | サンスター「オーラツー」キャンペーンソング   | 作詞・作曲：敬也-amazuti-（KEYTONE）、編曲：amazuti（KEYTONE）                                     |
| 2023年7月12日  | ちゅきちゅきブリザード                         | なにわ男子     |                                              | 2ndアルバム『POPMALL』収録曲。作詞：西畑大吾、作曲：敬也-amazuti-、編曲：amazuti                   |